# Etmopterus evansi
Etmopterus evansi és una espècie de peix de la família dels dalàtids i de l'ordre dels esqualiforms.

## Morfologia
- Els mascles poden assolir 26,2 cm de longitud total.[3][4]

## Reproducció
És ovovivípar.

## Hàbitat
És un peix marí d'aigües profundes que viu entre 430-550 m de fondària.

## Distribució geogràfica
Es troba al Mar d'Arafura i Austràlia Occidental.